# Циркумфлекс
Циркумфле́кс (лат. circumflexus, дос. «вигнутий навколо») — діакритичний знак і комп'ютерний символ.

## Використання

### Діакритичний знак
- У французькій мові ставиться над голосною, що колись передувала приголосному звуку (зазвичай «s»), який згодом випав і тривалий час позначався «німою» літерою: tête < teste. Позначає відкрите «е» [ε].
- У португальській мові ставиться над голосними â, ê, ô і позначає їх закриту вимову під наголосом, наприклад, у слові você, а також для відмінності омонімів (дієслова pôr від прийменника por)
- В алфавіті есперанто існує 5 приголосних літер з циркумфлексом: ĉ, ĝ, ĥ, ĵ, ŝ, які читаються відповідно «ч», «дж», «х», «ж», «ш».
- У румунській мові існує дві голосних літери з циркумфлексом: â та î, що позначають звук [ɨ] (схожий на український «и»).
- В максимовичівці та похідних від неї етимологічних українських орфографіях використовувались літери ô, ê, û, â, î, ŷ, що читались як сучасна і. Літеру ô продовжують використовувати в деяких різновидах русинської орфографії для позначення рефлексу давнього о в закритому складі.

### Математика та фізика
- Знак застосовується для позначення математичних операторів.
- У фізику знак увійшов з розвитком квантової механіки, де також використовується для позначення операторів, наприклад, {\displaystyle {\hat {p}}} — оператор імпульсу, {\displaystyle {\hat {H}}} — гамільтоніан системи.